# Archidendron utile
Archidendron utile là một loài thực vật có hoa trong họ Đậu. Loài này được (Chun & F.C.How) I.C.Nielsen miêu tả khoa học đầu tiên.